# Diffusiteit (muziek)
Diffusiteit is de mate waarin geluid in een ruimte wordt verstrooid en is een factor bij de bepaling van de akoestiek. Hoe groter de diffusiteit van een ruimte, hoe sterker de begrenzingsvlakken gelaagd zijn. Dit werkt geluidssturend, waardoor minder reflecties en geluidsfocussing optreedt, zoals in een koepel.
Een grote diffusiteit is vooral van belang bij het weergeven van muziek of spraak, omdat bijvoorbeeld reflecties of echo's de helderheid van de weergave storen. Vandaar dat in moderne concertruimtes vaak bijzondere en strategisch geplaatste diffusoren worden geplaatst die het geluid verstrooien.